# خرنگویچه
خرنگویچه (به لهستانی:  Hryniewicze) یک روستا در لهستان است که در گمینا یوخنوویتس کوشچیلنه واقع شده‌است. خرنگویچه ۲۷۰ نفر جمعیت دارد.